# Доманкуш
Доманкуш је насељено место у општини Ровишће, у Бјеловарско-билогорској жупанији, Република Хрватска.

## Историја
До нове територијалне организације у Хрватској место је припадало бившој великој општини Бјеловар.

## Становништво
На попису становништва 2011. године, Доманкуш је имао 258 становника.

## Попис1991.
На попису становништва 1991. године, насељено место Доманкуш је имало 255 становника, следећег националног састава:
| Попис 1991.‍ | Попис 1991.‍ | Попис 1991.‍ | Попис 1991.‍ | Попис 1991.‍ |
| ----------- | ----------- | ----------- | ----------- | ----------- |
|             |             |             |             |             |
| Хрвати      | Хрвати      |             | 225         | 88,23%      |
| Југословени | Југословени |             | 13          | 5,09%       |
| Срби        | Срби        |             | 9           | 3,52%       |
| Мађари      | Мађари      |             | 1           | 0,39%       |
| непознато   | непознато   |             | 7           | 2,74%       |
| укупно: 255 |             |             |             |             |